# 任荣
任荣（1917年9月—2017年6月16日），原名任武云，男，四川苍溪县人，中国人民解放军开国少将。

## 生平
1917年出生在四川，1933年加入中国共产主义青年团，1934年由共青团转入中国共产党。抗日战争时期先后担任八路军留守兵团警备第三团政治处宣传股股长，营政治教导员，警备第一旅组织科副科长、科长。任荣是抗日军政大学的首批教员之一。第二次国共内战时期先后担任冀热辽军区独立第十六旅团政治委员，东北野战军第二十三师政治部主任、副政治委员，辽东军区第一七一师政治委员。之后担任东北军区组织部副部长。1950年参加抗美援朝，担任中国人民志愿军组织部部长、政治部副主任，1954年担任朝鲜军事停战委员会中方委员。1955年被授予少将军衔。1964年任西藏军区副政治委员。1971年任中国共产党西藏自治区委员会第一书记。之后担任成都军区副政治委员兼西藏军区政治委员和武汉军区副政治委员。
2017年6月16日，任荣在武汉病逝，享年100岁。